# Ефремов, Иван Никитович
Ива́н Ники́тович Ефре́мов (2 июня 1931, Деревягино, Московская область — 14 апреля 2006, Тольятти, Самарская область) — советский строитель, каменщик, Герой Социалистического Труда.

## Биография
Иван Никитович Ефремов родился 2 июня 1931 года в с. Деревягино Чучковского района Московской области, ныне село входит в состав Завидовского сельского поселения Чучковского района Рязанской области.
Родители, Никита Николаевич и Мария Николаевна, рано ушли из жизни. Мальчик воспитывался бабушкой, помогал ей по хозяйству, пас овец, телят, жеребят. Всю войну воспитывался соседями. В 1947 в Эстонской ССР окончил школу фабрично-заводского обучения по специальности каменщик-плотник.
По распределению был направлен в Ригу. Трудиться начал в 1948 году рабочим геодезического отряда, работал каменщиком в Эстонской ССР, Свердловской и Курганской обл.
В 1950 году приехал на строительство Куйбышевской ГЭС, где работал в геологической экспедиции-25 Гидропроекта МВД, потом на ГЭС. С 1953 года трудился бригадиром каменщиков СУ-42 ПСМО «Куйбышегидрострой» на строительстве заводов «Синтезкаучук» и «Куйбышевфосфор», одновременно окончил 9 класс вечерней школы. С 1958 года И. Н. Ефремов работал слесарем, каменщиком, плотником в СМУ-1.
В 1960 году перешел на работу бригадиром комплексной бригады СМУ-6, в состав которой входили каменщики и кровельщики 5-6 разрядов.
В 1967 году СМУ-6 КГС было реорганизовано в «Химэнергострой», и в 1969 году Ивану Никитовичу был присвоен 5-й разряд каменщика.
В 1972—1973 годах бригада под его руководством работала на строительстве Оренбургского газоперерабатывающего завода, затем строила седьмую и восьмую вставки на ВАЗе и другие объекты города Тольятти.
1 декабря 1986 года сильно пострадал в результате несчастного случая на стройке. В результате падения с шестиметровой высоты у Ивана Никитовича в трёх местах был сломан позвоночник, переломаны руки и ноги. После нескольких месяцев в больнице вернулся на стройку.
Общий трудовой стаж И.Н. Ефремова в должности бригадира составил 46 лет.
Иван Никитович Ефремов скончался 14 апреля 2006 года в городе Тольятти Самарской области, похоронен на Баныкинском кладбище Тольятти.

## Награды
- Герой Социалистического Труда, 1977 год, за выдающиеся производственные успехи в выполнении плана на 1976 год и принятых социалистических обязательств
  - Медаль «Серп и Молот»
  - Орден Ленина
- Орден Ленина, 1965 год
- Юбилейная медаль «За доблестный труд. В ознаменование 100-летия со дня рождения Владимира Ильича Ленина», 1970 год
- Знак «Юбиляр ХЭС»
- Знак «Ударник XI пятилетки»
- Юбилейный значок Минэнерго СССР «50 лет Первого Всесоюзного слета стахановцев-энергетиков»
- Неоднакратно заносился на доску Почета
- Звание «Ветеран «Куйбышевгидростроя»

## Семья
Жена Евдокия Семёновна, сын Владимир (род. 1952), дочь Людмила (род. 1957).

## Интересные факты
5 ноября 2004 года на Центральной площади Тольятти состоялось торжественное открытие и освящение памятника «Созидателям города», основной фигурой которого стала скульптура Святителя Николая чудотворца.
История строительства памятника такова. Скульптура установлена на месте, где прежде находился закладной камень под монумент «Слава труду» — глыба серого гранита. Установлен он был в ноябре 1977 года. Право заложить монумент было предоставлено строителям «Куйбышевгидростроя» — бригадирам, Героям Социалистического труда И. М. Ефремову, Г. В. Робустову, Л. С. Сиверской и Заслуженному строителю СССР — З. П. Ковалевой. Надпись на граните гласила: «Здесь будет сооружен монумент „Слава труду“, в честь строителей Ордена Ленина и Ордена Трудового Красного Знамени Куйбышевгидростроя». Точную дату установления монумента тогда не определили.